# Cyphocerastis laeta
Cyphocerastis laeta är en insektsart som beskrevs av Karsch 1891. Cyphocerastis laeta ingår i släktet Cyphocerastis och familjen gräshoppor. Inga underarter finns listade i Catalogue of Life.